# Filip Zatloukal
Filip Zatloukal (* 21. ledna 1995) je český ilustrátor, komiksový kreslíř, grafik a zakladatel spolku Artrafika.

## Život
Student umělecko-průmyslové školy v Praze. Věnuje se především ilustraci a komiksu. Mezi lety 2017-2021 dělal kurátora v galerii Artrafika.

## Dílo
- 2024 – komiks Mezitah: Horký brambor – vydává nakladatelství Centrala ltd.
- 2023 – komiks Mezitah: Chyba lávky – vydává nakladatelství Centrala ltd.
- 2022 – komiks Mezitah: Jádro Pudla – vydává nakladatelství Centrala ltd.
- 2021 – 2025 vizuální podoba slavností Zažít město jinak
- květen 2020 – Sborník Suterén – námět, grafické zpracování, sazba
- prosinec 2019 – Artrafika book – námět, grafické zpracování, scénář
- prosinec 2019 – Vinyl Hunter (Gregor Dalecký) – technický redaktor
- červen 2019 – komiks Tutti Frutti – kresba, scénář
- 2017 – 2019 – šéfredaktor galerijního časopisu Mág
- Školní klauzurní knihy (samonáklady):
- 2017 – komiks Anthropos
- 2017 – Nora – ilustrovaná autorská kniha
- 2016 – komiks Norek